# Забжезе
Забжезе (пол. Zabrzezie) — село в Польщі, у гміні Жонсня Паєнчанського повіту Лодзинського воєводства.
У 1975-1998 роках село належало до Пйотрковського воєводства.